# Dometic
Dometic Group AB er en svensk producent af absorbationskøleskabe og andet udstyr til campingvogne, autocampere, lastbiler og lystbåde.
Dometic har sine røddder Electrolux-divisionen Electrolux Leisure Group, som blev fraskilt Electrolux i 2001. 
De har 27 fabrikker i elleve lande. I Sverige findes en fabrik i Tidaholm.